# Georg Mohr (matematyk)
Jørgen Mohr (lat. Georg[ius] Mohr; ur. 1 kwietnia 1640 w Kopenhadze, zm. 26 stycznia 1697 w Kieslingswalde, późniejsze Sławnikowice) – duński matematyk. Podróżował do Holandii, Francji i Anglii.

## Życiorys
Mohr urodził się w Kopenhadze, a ostatnie lata swojego życia spędził w Kieslingswalde (dzisiejsze Sławnikowice w woj. dolnośląskim).
W roku 1672 Georg Mohr wykazał, że każda konstrukcja wykonalna za pomocą linijki i cyrkla może być przeprowadzana również za pomocą samego cyrkla, o ile zamiast skonstruowania prostej wystarczy wskazanie dwóch jej punktów (twierdzenie Mohra-Mascheroniego). Nakreślenie prostej za pomocą samego tylko cyrkla jest niewykonalne, ale można to uczynić poprzez oznaczenie dwóch punktów wyznaczanych jako przecięcia okręgów.